# Księstwo raciborsko-karniowskie
Księstwo raciborsko-karniowskie – ((łac.) Ducatus Ratiboria et Carnovia) – historyczne księstwo śląskie leżące nad górną Odrą i Opawą ze stolicą w Raciborzu

## Księstwo raciborsko-karniowskie
Księstwo powstało w 1377 r. w wyniku decyzji Jana Raciborskiego o podziale schedy po Mikołaju Opawskim pomiędzy siebie i braci. Jan został księciem raciborskim i księciem karniowskim (unia personalna). W skład księstwa karniowskiego wchodziły miasta Racibórz, Karniów, Bruntál, Mikołów, Pszczyna, Wodzisław Śląski, Rybnik oraz Żory.
W 1375 r. terytorium księstwa zostało umniejszone o Pszczynę i Mikołów, które zostały sprzedane księciu Władysławowi Opolczykowi. Ponadto tytułem zastawu zostało pomniejszone o Żory, które w latach 1378–1382 zostały przekazane księciu cieszyńskiemu Przemysławowi Noszakowi i następnie w 1384 sprzedane Władysławowi Opolczykowi.Także Karniów i Bruntál (1385) stały się zastawem Opolczyka. Władysław Opolczyk w 1390 r. sprzedał zastaw margrabiemu morawskiemu Jodokowi.
Jan II Żelazny pomiędzy 1405 a 1407 odzyskał część księstwa karniowskiego z Bruntalem. Pozostałą część wykupił dopiero w 1422 r.
W 1437 w wyniku podziału schedy po Janie Żelaznym pomiędzy jego synów: Wacława oraz Mikołaja księstwo uległo podziałowi na księstwo raciborskie i karniowskie.

## poczet władców
- 1377–1380/2 – Jan I Raciborski
- 1380/2–1424 – Jan II Żelazny
- 1424–1437 – Wacław II Raciborski i Mikołaj V Karniowski (wspólnie jako bracia niedzielni)